# Philips Plaque
Philips Plaque je bývalá hokejová trofej udělovaná každoročně hokejistovi juniorské ligy Quebec Major Junior Hockey League, který byl nejlepší v procentuální úspěšnosti na bully. Její udílení bylo ukončeno po sezóně 2001-02.

## Vítězové
| Sezóna  | Jméno            | Tým                          |
| ------- | ---------------- | ---------------------------- |
| 2001–02 | Pierre-Luc Emond | Cape Breton Screaming Eagles |
| 2000–01 | Pierre-Luc Emond | Drummondville Voltigeurs     |
| 1999–00 | Eric Pinoul      | Sherbrooke Castors           |
| 1998–99 | Eric Demers      | Moncton Wildcats             |
| 1997–98 | Eric Demers      | Victoriaville Tigres         |